# Grand Prix Chin 2024
Grand Prix Chin 2024, oficjalnie Formula 1 Lenovo Chinese Grand Prix 2024 – czwarta runda Mistrzostw Świata Formuły 1 w sezonie 2024. Weekend Grand Prix odbył się w dniach 19–21 kwietnia 2024 na torze Shanghai International Circuit w Szanghaju. Wyścig, po starcie z pole position, wygrał Max Verstappen (Red Bull Racing), a na podium stanęli kolejno Lando Norris (McLaren) oraz Sergio Pérez (Red Bull Racing). Najszybsze okrążenie w wyścigu ustanowił Fernando Alonso (Aston Marin Aramco).

## Lista startowa
| Nr          | Kierowca         | Zespół                        | Samochód                          | Silnik              | Opony |
| ----------- | ---------------- | ----------------------------- | --------------------------------- | ------------------- | ----- |
| 1           | Max Verstappen   | Oracle Red Bull Racing        | Red Bull RB20                     | Honda RBPTH002      | P     |
| 2           | Logan Sargeant   | Williams Racing               | Williams FW46                     | Mercedes-AMG F1 M15 | P     |
| 3           | Daniel Ricciardo | Visa Cash App RB F1 Team      | RB VCARB 01                       | Honda RBPTH002      | P     |
| 4           | Lando Norris     | McLaren Formula 1 Team        | McLaren MCL38                     | Mercedes-AMG F1 M15 | P     |
| 10          | Pierre Gasly     | BWT Alpine F1 Team            | Alpine A524                       | Renault E-Tech RE24 | P     |
| 11          | Sergio Pérez     | Oracle Red Bull Racing        | Red Bull RB20                     | Honda RBPTH002      | P     |
| 14          | Fernando Alonso  | Aston Martin Aramco F1 Team   | Aston Martin AMR24                | Mercedes-AMG F1 M15 | P     |
| 16          | Charles Leclerc  | Scuderia Ferrari              | Ferrari SF-24                     | Ferrari 066/12      | P     |
| 18          | Lance Stroll     | Aston Martin Aramco F1 Team   | Aston Martin AMR24                | Mercedes-AMG F1 M15 | P     |
| 20          | Kevin Magnussen  | MoneyGram Haas F1 Team        | Haas VF-24                        | Ferrari 066/10      | P     |
| 22          | Yūki Tsunoda     | Visa Cash App RB F1 Team      | RB VCARB 01                       | Honda RBPTH002      | P     |
| 23          | Alexander Albon  | Williams Racing               | Williams FW46                     | Mercedes-AMG F1 M15 | P     |
| 24          | Zhou Guanyu      | Stake F1 Team Kick Sauber     | Kick Sauber C44                   | Ferrari 066/12      | P     |
| 27          | Nico Hülkenberg  | MoneyGram Haas F1 Team        | Haas VF-24                        | Ferrari 066/10      | P     |
| 31          | Esteban Ocon     | BWT Alpine F1 Team            | Alpine A524                       | Renault E-Tech RE24 | P     |
| 44          | Lewis Hamilton   | Mercedes-AMG PETRONAS F1 Team | Mercedes-AMG F1 W15 E Performance | Mercedes-AMG F1 M15 | P     |
| 55          | Carlos Sainz Jr. | Scuderia Ferrari              | Ferrari SF-24                     | Ferrari 066/12      | P     |
| 63          | George Russell   | Mercedes-AMG PETRONAS F1 Team | Mercedes-AMG F1 W15 E Performance | Mercedes-AMG F1 M15 | P     |
| 77          | Valtteri Bottas  | Stake F1 Team Kick Sauber     | Kick Sauber C44                   | Ferrari 066/12      | P     |
| 81          | Oscar Piastri    | McLaren Formula 1 Team        | McLaren MCL38                     | Mercedes-AMG F1 M15 | P     |
| Źródło: FIA |                  |                               |                                   |                     |       |

## Wyniki

### Najlepszy czas sesji treningowej
| Nr          | Kierowca     | Konstruktor                 | Czas     | Okr. |
| ----------- | ------------ | --------------------------- | -------- | ---- |
| 18          | Lance Stroll | Aston Marin Aramco-Mercedes | 1:36,302 | 21   |
| Źródło: FIA |              |                             |          |      |

### Kwalifikacje do sprintu
| P                    | Nr | Kierowca         | Konstruktor                  | Czasy w kwalifikacjach | Czasy w kwalifikacjach | Czasy w kwalifikacjach | Poz. s. |
| P                    | Nr | Kierowca         | Konstruktor                  | SQ1                    | SQ2                    | SQ3                    | Poz. s. |
| -------------------- | -- | ---------------- | ---------------------------- | ---------------------- | ---------------------- | ---------------------- | ------- |
| 1                    | 4  | Lando Norris     | McLaren-Mercedes             | 1:36,384               | 1:36,047               | 1:57,940               | 1       |
| 2                    | 44 | Lewis Hamilton   | Mercedes                     | 1:37,181               | 1:36,287               | 1:59,201               | 2       |
| 3                    | 14 | Fernando Alonso  | Aston Martin Aramco-Mercedes | 1:36,883               | 1:36,119               | 1:59,915               | 3       |
| 4                    | 1  | Max Verstappen   | Red Bull Racing-Honda RBPT   | 1:36,456               | 1:35,606               | 2:00,028               | 4       |
| 5                    | 55 | Carlos Sainz Jr. | Ferrari                      | 1:36,719               | 1:36,052               | 2:00,214               | 5       |
| 6                    | 11 | Sergio Pérez     | Red Bull Racing-Honda RBPT   | 1:36,110               | 1:35,781               | 2:00,375               | 6       |
| 7                    | 16 | Charles Leclerc  | Ferrari                      | 1:36,537               | 1:35,711               | 2:00,566               | 7       |
| 8                    | 81 | Oscar Piastri    | McLaren-Mercedes             | 1:36,542               | 1:35,853               | 2:00,990               | 8       |
| 9                    | 77 | Valtteri Bottas  | Kick Sauber-Ferrari          | 1:37,112               | 1:36,056               | 2:01,044               | 9       |
| 10                   | 24 | Zhou Guanyu      | Kick Sauber-Ferrari          | 1:37,544               | 1:36,307               | 2:03,537               | 10      |
| 11                   | 63 | George Russell   | Mercedes                     | 1:37,310               | 1:36,345               |                        | 11      |
| 12                   | 20 | Kevin Magnussen  | Haas-Ferrari                 | 1:37,033               | 1:36,473               |                        | 12      |
| 13                   | 27 | Nico Hülkenberg  | Haas-Ferrari                 | 1:36,924               | 1:36,478               |                        | 13      |
| 14                   | 3  | Daniel Ricciardo | RB-Honda RBPT                | 1:37,321               | 1:36,553               |                        | 14      |
| 15                   | 18 | Lance Stroll     | Aston Martin Aramco-Mercedes | 1:36,961               | 1:36,677               |                        | 15      |
| 16                   | 10 | Pierre Gasly     | Alpine-Renault               | 1:37,632               |                        |                        | 16      |
| 17                   | 31 | Esteban Ocon     | Alpine-Renault               | 1:37,720               |                        |                        | 17      |
| 18                   | 23 | Alexander Albon  | Williams-Mercedes            | 1:37,812               |                        |                        | 18      |
| 19                   | 22 | Yūki Tsunoda     | RB-Honda RBPT                | 1:37,892               |                        |                        | 19      |
| 20                   | 2  | Logan Sargeant   | Williams-Mercedes            | 1:37,923               |                        |                        | 20      |
| 107% czasu: 1:42,837 |    |                  |                              |                        |                        |                        |         |
| Źródło: FIA          |    |                  |                              |                        |                        |                        |         |

### Sprint
| P           | Nr | Kierowca         | Konstruktor                  | Okr. | Czas             | Start | +/−       | Punkty |
| ----------- | -- | ---------------- | ---------------------------- | ---- | ---------------- | ----- | --------- | ------ |
| 1           | 1  | Max Verstappen   | Red Bull Racing-Honda RBPT   | 19   | 32:04,660        | 4     | 3         | 8      |
| 2           | 44 | Lewis Hamilton   | Mercedes                     | 19   | +13,043          | 2     | Bez zmian | 7      |
| 3           | 11 | Sergio Pérez     | Red Bull Racing-Honda RBPT   | 19   | +15,258          | 6     | 3         | 6      |
| 4           | 16 | Charles Leclerc  | Ferrari                      | 19   | +17,486          | 7     | 3         | 5      |
| 5           | 55 | Carlos Sainz Jr. | Ferrari                      | 19   | +20,696          | 5     | Bez zmian | 4      |
| 6           | 4  | Lando Norris     | McLaren-Mercedes             | 19   | +22,088          | 1     | 5         | 3      |
| 7           | 81 | Oscar Piastri    | McLaren-Mercedes             | 19   | +24,713          | 8     | 1         | 2      |
| 8           | 63 | George Russell   | Mercedes                     | 19   | +25,696          | 11    | 3         | 1      |
| 9           | 24 | Zhou Guanyu      | Kick Sauber-Ferrari          | 19   | +31,951          | 10    | 1         |        |
| 10          | 20 | Kevin Magnussen  | Haas-Ferrari                 | 19   | +37,398          | 12    | 2         |        |
| 11          | 3  | Daniel Ricciardo | RB-Honda RBPT                | 19   | +37,840          | 14    | 3         |        |
| 12          | 77 | Valtteri Bottas  | Kick Sauber-Ferrari          | 19   | +38,295          | 9     | 3         |        |
| 13          | 31 | Esteban Ocon     | Alpine-Renault               | 19   | +39,841          | 17    | 4         |        |
| 14          | 18 | Lance Stroll     | Aston Martin Aramco-Mercedes | 19   | +40,299          | 15    | 1         |        |
| 15          | 10 | Pierre Gasly     | Alpine-Renault               | 19   | +40,838          | 16    | 1         |        |
| 16          | 22 | Yūki Tsunoda     | RB-Honda RBPT                | 19   | +41,870          | 19    | 3         |        |
| 17          | 23 | Alexander Albon  | Williams-Mercedes            | 19   | +42,998          | 18    | 1         |        |
| 18          | 2  | Logan Sargeant   | Williams-Mercedes            | 19   | +46,352          | 20    | 2         |        |
| 19          | 27 | Nico Hülkenberg  | Haas-Ferrari                 | 19   | +49,630          | 13    | 6         |        |
| 20          | 14 | Fernando Alonso  | Aston Martin Aramco-Mercedes | 17   | NU (uszkodzenia) | 3     | 17        |        |
| Źródło: FIA |    |                  |                              |      |                  |       |           |        |

### Najszybsze okrążenie w sprincie
| Nr          | Kierowca       | Konstruktor                | Czas     | Okr. |
| ----------- | -------------- | -------------------------- | -------- | ---- |
| 1           | Max Verstappen | Red Bull Racing-Honda RBPT | 1:40,331 | 3    |
| Źródło: FIA |                |                            |          |      |

### Prowadzenie w sprincie
| Nr                              | Kierowca       | Konstruktor                | Okrążenia | Suma |
| ------------------------------- | -------------- | -------------------------- | --------- | ---- |
| 44                              | Lewis Hamilton | Mercedes                   | 1–8       | 8    |
| 1                               | Max Verstappen | Red Bull Racing-Honda RBPT | 9–19      | 11   |
| \| Wykres \| \| ------ \| \| \| |                |                            |           |      |
| Źródło: FIA                     |                |                            |           |      |
| Wykres                          |                |                            |           |      |
|                                 |                |                            |           |      |

### Kwalifikacje
| P                    | Nr | Kierowca         | Konstruktor                  | Czasy w kwalifikacjach | Czasy w kwalifikacjach | Czasy w kwalifikacjach | Poz. s. |
| P                    | Nr | Kierowca         | Konstruktor                  | Q1                     | Q2                     | Q3                     | Poz. s. |
| -------------------- | -- | ---------------- | ---------------------------- | ---------------------- | ---------------------- | ---------------------- | ------- |
| 1                    | 1  | Max Verstappen   | Red Bull Racing-Honda RBPT   | 1:34,742               | 1:33,794               | 1:33,660               | 1       |
| 2                    | 11 | Sergio Pérez     | Red Bull Racing-Honda RBPT   | 1:35,457               | 1:34,026               | 1:33,982               | 2       |
| 3                    | 14 | Fernando Alonso  | Aston Martin Aramco-Mercedes | 1:35,116               | 1:34,652               | 1:34,148               | 3       |
| 4                    | 4  | Lando Norris     | McLaren-Mercedes             | 1:34,842               | 1:34,460               | 1:34,165               | 4       |
| 5                    | 81 | Oscar Piastri    | McLaren-Mercedes             | 1:35,014               | 1:34,659               | 1:34,273               | 5       |
| 6                    | 16 | Charles Leclerc  | Ferrari                      | 1:34,797               | 1:34,399               | 1:34,289               | 6       |
| 7                    | 55 | Carlos Sainz Jr. | Ferrari                      | 1:34,970               | 1:34,368               | 1:34,297               | 7       |
| 8                    | 63 | George Russell   | Mercedes                     | 1:35,084               | 1:34,609               | 1:34,433               | 8       |
| 9                    | 27 | Nico Hülkenberg  | Haas-Ferrari                 | 1:35,068               | 1:34,667               | 1:34,604               | 9       |
| 10                   | 77 | Valtteri Bottas  | Kick Sauber-Ferrari          | 1:35,169               | 1:34,769               | 1:34,665               | 10      |
| 11                   | 18 | Lance Stroll     | Aston Martin Aramco-Mercedes | 1:35,334               | 1:34,838               |                        | 11      |
| 12                   | 3  | Daniel Ricciardo | RB-Honda RBPT                | 1:35,443               | 1:34,934               |                        | 12      |
| 13                   | 31 | Esteban Ocon     | Alpine-Renault               | 1:35,356               | 1:35,223               |                        | 13      |
| 14                   | 23 | Alexander Albon  | Williams-Mercedes            | 1:35,384               | 1:35,241               |                        | 14      |
| 15                   | 10 | Pierre Gasly     | Alpine-Renault               | 1:35,287               | 1:35,463               |                        | 15      |
| 16                   | 24 | Zhou Guanyu      | Kick Sauber-Ferrari          | 1:35,505               |                        |                        | 16      |
| 17                   | 20 | Kevin Magnussen  | Haas-Ferrari                 | 1:35,516               |                        |                        | 17      |
| 18                   | 44 | Lewis Hamilton   | Mercedes                     | 1:35,573               |                        |                        | 18      |
| 19                   | 22 | Yūki Tsunoda     | RB-Honda RBPT                | 1:35,746               |                        |                        | 19      |
| 20                   | 2  | Logan Sargeant   | Williams-Mercedes            | 1:36,358               |                        |                        | PL      |
| 107% czasu: 1:41,373 |    |                  |                              |                        |                        |                        |         |
| Źródło: FIA          |    |                  |                              |                        |                        |                        |         |

### Wyścig
| P           | Nr | Kierowca         | Konstruktor                  | Okr. | Czas             | Poz. s. | +/−       | Punkty |
| ----------- | -- | ---------------- | ---------------------------- | ---- | ---------------- | ------- | --------- | ------ |
| 1           | 1  | Max Verstappen   | Red Bull Racing-Honda RBPT   | 56   | 1:40:52,554      | 1       | Bez zmian | 25     |
| 2           | 4  | Lando Norris     | McLaren-Mercedes             | 56   | +13,773          | 4       | 2         | 18     |
| 3           | 11 | Sergio Pérez     | Red Bull Racing-Honda RBPT   | 56   | +19,160          | 2       | 1         | 15     |
| 4           | 16 | Charles Leclerc  | Ferrari                      | 56   | +23,623          | 6       | 2         | 12     |
| 5           | 55 | Carlos Sainz Jr. | Ferrari                      | 56   | +33,983          | 7       | 2         | 10     |
| 6           | 63 | George Russell   | Mercedes                     | 56   | +38,724          | 8       | 2         | 8      |
| 7           | 14 | Fernando Alonso  | Aston Martin Aramco-Mercedes | 56   | +43,414          | 3       | 4         | 6+1    |
| 8           | 81 | Oscar Piastri    | McLaren-Mercedes             | 56   | +56,198          | 5       | 3         | 4      |
| 9           | 44 | Lewis Hamilton   | Mercedes                     | 56   | +57,986          | 18      | 9         | 2      |
| 10          | 27 | Nico Hülkenberg  | Haas-Ferrari                 | 56   | +1:00,476        | 9       | 1         | 1      |
| 11          | 31 | Esteban Ocon     | Alpine-Renault               | 56   | +1:02,812        | 13      | 2         |        |
| 12          | 23 | Alexander Albon  | Williams-Mercedes            | 56   | +1:05,506        | 14      | 2         |        |
| 13          | 10 | Pierre Gasly     | Alpine-Renault               | 56   | +1:09,223        | 15      | 2         |        |
| 14          | 24 | Zhou Guanyu      | Kick Sauber-Ferrari          | 56   | +1:11,689        | 16      | 2         |        |
| 15          | 18 | Lance Stroll     | Aston Martin Aramco-Mercedes | 56   | +1:22,786        | 11      | 4         |        |
| 16          | 20 | Kevin Magnussen  | Haas-Ferrari                 | 56   | +1:27,533        | 17      | 1         |        |
| 17          | 2  | Logan Sargeant   | Williams-Mercedes            | 56   | +1:35,110        | PL      | 3         |        |
| NS          | 3  | Daniel Ricciardo | RB-Honda RBPT                | 33   | NU (uszkodzenia) | 12      |           |        |
| NS          | 22 | Yūki Tsunoda     | RB-Honda RBPT                | 26   | NU (kolizja)     | 19      |           |        |
| NS          | 77 | Valtteri Bottas  | Kick Sauber-Ferrari          | 19   | NU (silnik)      | 10      |           |        |
| Źródło: FIA |    |                  |                              |      |                  |         |           |        |

### Najszybsze okrążenie w wyścigu
| Nr          | Kierowca        | Konstruktor                  | Czas     | Okr. |
| ----------- | --------------- | ---------------------------- | -------- | ---- |
| 14          | Fernando Alonso | Aston Martin Aramco-Mercedes | 1:37,810 | 45   |
| Źródło: FIA |                 |                              |          |      |

### Prowadzenie w wyścigu
| Nr                              | Kierowca       | Konstruktor                | Okrążenia   | Suma |
| ------------------------------- | -------------- | -------------------------- | ----------- | ---- |
| 1                               | Max Verstappen | Red Bull Racing-Honda RBPT | 1–13, 19–56 | 51   |
| 4                               | Lando Norris   | McLaren-Mercedes           | 14–18       | 5    |
| \| Wykres \| \| ------ \| \| \| |                |                            |             |      |
| Źródło: FIA                     |                |                            |             |      |
| Wykres                          |                |                            |             |      |
|                                 |                |                            |             |      |

## Klasyfikacja po wyścigu

### Kierowcy
| P           | +/−       | Kierowca         | Zgł. | Punkty | P1 | P2 | P3 | PP | NO | NS | NU |
| ----------- | --------- | ---------------- | ---- | ------ | -- | -- | -- | -- | -- | -- | -- |
| 1           | Bez zmian | Max Verstappen   | 5    | 110    | 4  | –  | –  | 5  | 2  | 1  | 1  |
| 2           | Bez zmian | Sergio Pérez     | 5    | 85     | –  | 3  | 1  | –  | –  | –  | –  |
| 3           | Bez zmian | Charles Leclerc  | 5    | 76     | –  | 1  | 1  | –  | 2  | –  | –  |
| 4           | Bez zmian | Carlos Sainz Jr. | 4    | 69     | 1  | –  | 2  | –  | –  | –  | –  |
| 5           | Bez zmian | Lando Norris     | 5    | 58     | –  | 1  | 1  | –  | –  | –  | –  |
| 6           | Bez zmian | Oscar Piastri    | 5    | 38     | –  | –  | –  | –  | –  | –  | –  |
| 7           | Bez zmian | George Russell   | 5    | 33     | –  | –  | –  | –  | –  | –  | 1  |
| 8           | Bez zmian | Fernando Alonso  | 5    | 31     | –  | –  | –  | –  | 1  | –  | –  |
| 9           | Bez zmian | Lewis Hamilton   | 5    | 19     | –  | –  | –  | –  | –  | 1  | 1  |
| 10          | Bez zmian | Lance Stroll     | 5    | 9      | –  | –  | –  | –  | –  | 1  | 1  |
| 11          | Bez zmian | Yūki Tsunoda     | 5    | 7      | –  | –  | –  | –  | –  | 1  | 1  |
| 12          | Bez zmian | Oliver Bearman   | 1    | 6      | –  | –  | –  | –  | –  | –  | –  |
| 13          | Bez zmian | Nico Hülkenberg  | 5    | 4      | –  | –  | –  | –  | –  | –  | –  |
| 14          | Bez zmian | Kevin Magnussen  | 5    | 1      | –  | –  | –  | –  | –  | –  | –  |
| 15          | Bez zmian | Alexander Albon  | 5    | 0      | –  | –  | –  | –  | –  | 1  | 1  |
| 16          | 2         | Esteban Ocon     | 5    | 0      | –  | –  | –  | –  | –  | –  | –  |
| 17          | 1         | Zhou Guanyu      | 5    | 0      | –  | –  | –  | –  | –  | 1  | 1  |
| 18          | 1         | Daniel Ricciardo | 5    | 0      | –  | –  | –  | –  | –  | 2  | 2  |
| 19          | Bez zmian | Pierre Gasly     | 5    | 0      | –  | –  | –  | –  | –  | 1  | 1  |
| 20          | Bez zmian | Valtteri Bottas  | 5    | 0      | –  | –  | –  | –  | –  | 1  | 1  |
| 21          | Bez zmian | Logan Sargeant   | 4    | 0      | –  | –  | –  | –  | –  | –  | –  |
| Źródło: FIA |           |                  |      |        |    |    |    |    |    |    |    |

### Konstruktorzy
| P           | +/-       | Konstruktor                  | Zgł. | Punkty | P1 | P2 | P3 | PP | NO | NS | NU |
| ----------- | --------- | ---------------------------- | ---- | ------ | -- | -- | -- | -- | -- | -- | -- |
| 1           | Bez zmian | Red Bull Racing-Honda RBPT   | 10   | 195    | 4  | 3  | 1  | 5  | 2  | 1  | 1  |
| 2           | Bez zmian | Ferrari                      | 10   | 151    | 1  | 1  | 3  | –  | 2  | –  | –  |
| 3           | Bez zmian | McLaren-Mercedes             | 10   | 96     | –  | 1  | 1  | –  | –  | –  | –  |
| 4           | Bez zmian | Mercedes                     | 10   | 52     | –  | –  | –  | –  | –  | 1  | 2  |
| 5           | Bez zmian | Aston Martin Aramco-Mercedes | 10   | 40     | –  | –  | –  | –  | 1  | 1  | 1  |
| 6           | Bez zmian | RB-Honda RBPT                | 10   | 7      | –  | –  | –  | –  | –  | 3  | 3  |
| 7           | Bez zmian | Haas-Ferrari                 | 10   | 5      | –  | –  | –  | –  | –  | –  | –  |
| 8           | Bez zmian | Williams-Mercedes            | 9    | 0      | –  | –  | –  | –  | –  | 1  | 1  |
| 9           | 1         | Alpine-Renault               | 10   | 0      | –  | –  | –  | –  | –  | 1  | 1  |
| 10          | 1         | Kick Sauber-Ferrari          | 10   | 0      | –  | –  | –  | –  | –  | 2  | 2  |
| Źródło: FIA |           |                              |      |        |    |    |    |    |    |    |    |